# Biliv (Zorea), Rivne
Biliv (în ucraineană Білів) este un sat în comuna Zorea din raionul Rivne, regiunea Rivne, Ucraina.

## Demografie
Componența lingvistică a localității Biliv
     Ucraineană (99,51%)
     Alte limbi (0,48%)
Conform recensământului din 2001, majoritatea populației localității Biliv era vorbitoare de ucraineană (99,51%), existând în minoritate și vorbitori de alte limbi.